# Roncocreagris murphyorum
Roncocreagris murphyorum är en spindeldjursart som beskrevs av Mark L.I. Judson 1992. Roncocreagris murphyorum ingår i släktet Roncocreagris och familjen helplåtklokrypare. Inga underarter finns listade i Catalogue of Life.